# بالتا (کانزاس)
بالتا (به انگلیسی: Balta) یک منطقهٔ مسکونی در ایالات متحده آمریکا است که در شهرستان راسل، کانزاس واقع شده‌است. بالتا ۵۷۲٫۱۲ متر بالاتر از سطح دریا واقع شده‌است.